# فرودگاه منطقه‌ای نورث تگزاس
 فرودگاه منطقه‌ای نورث تگزاس (به انگلیسی: North Texas Regional Airport) (به زبان بومی: Perrin Field) یک فرودگاه همگانی بهره‌برداری هوایی با کد یاتا PNX است که یک باند فرود آسفالت دارد و طول باند آن ۶۹۴ متر است. این فرودگاه در شهر شرمن، تگزاس کشور ایالات متحده آمریکا قرار دارد و در ارتفاع ۲۲۸ متری از سطح دریا واقع شده است.